# Roger Kyrö
Hans Roger Kyrö, född 19 december 1972 i Jukkasjärvi, Norrbottens län, är en svensk ishockeytränare och före detta professionell ishockeyspelare. Hans moderklubb är Kiruna AIF.

## Spelarkarriär
Kyrö spelade i Team Kiruna IF:s A-lag i division 1 redan säsongen 1988/1989. Inför säsongen 1990/1991 värvades han till Umeålaget IF Björklöven också i division 1 men fick prova på Elitserien i det laget under en säsong. Säsongen 1994/1995 återvände han till Team Kiruna ett år innan han säsongen 1995/1996 tog steget upp i Elitserien när han värvades till Gävlelaget Brynäs IF. Kyrö spelade nio säsonger i Brynäs fram till säsongen 2003/2004. Där vann han ett SM-guld säsongen 1998/1999 och i den femte och avgörande SM-finalen mot Modo Hockey, gjorde han 2 mål i matchen som slutade med en 4-2-seger för Brynäs.

## Tränarkarriär
Kyrö var hjälptränare i Brynäs IF 2004/2005 och fick i slutet av säsongen ta över som huvudtränare sedan Tomas Jonsson fick sparken. Han fick dock inget vidare förtroende inför den efterföljande säsongen. Istället flyttade Kyrö till Luleå och tränade Luleå Hockeys juniorlag under 2 säsonger.
Inför säsongen 2007/2008 presenterades Kyrö tillsammans med Roger Rönnberg som den nya tränarduon i Luleå Hockeys elitserielag efter slovaken Slavomir Lener. Duon var relativt oerfaren och kallas ett lågbudgetalternativ för en klubb med ansträngd ekonomi. Trots en motig säsong resultatmässigt så ifrågasattes tränarduon aldrig på allvar under säsongen och hyllades till slut när laget klarat nytt elitseriekontrakt i allra sista grundspelsmatchen. Kyrö var tillsammans med Rönnberg tränare för Luleå Hockey fram tills säsongen 2009/2010.
Som assisterande coach vann han även SM-guld med Luleå HF, säsongen 2024/2025.

### Fotnoter
1. ↑  http://www.nsd.se/artikel.aspx?artid=55363
2. ↑  http://www.kuriren.nu/nyheter/artikel.aspx?ArticleId=3331328
3. ↑  ”Rönnberg och Kyrö lämnar”. Kuriren.nu. 15 mars 2010. http://www.kuriren.nu/nyheter/?articleid=5303099. Läst 20 april 2012.